# ピアノソナタ第8番 (シューベルト)
ピアノソナタ第8番 嬰ヘ短調 D 571 は、フランツ・シューベルトが1817年に作曲したピアノソナタ。マルティーノ・ティリモ校訂によるウィーン原典版では第9番とされる。

## 概要
作曲者の死後1888年にブライトコプフ・ウント・ヘルテルより出版された本作は、第1楽章の展開部途中までしか完成されていない未完作であり、現在ではほとんど顧みられることはない。
ソナタ形式の骨子である、律動的な第1主題・ゆるやかな第2主題、提示部と展開部との明瞭な対比という形式から外れた実験的な作品である。

## 曲の構成
- 第1楽章 アレグロ
嬰ヘ短調、2分の2拍子（アラ・ブレーヴェ）。
冒頭は2小節の序奏。左手はショパンの作品（『スケルツォ第1番』の中間部）同様の伴奏音形が熱情的な演出をする。右手は "Cis - Cis  -Cis - A - Cis, Cis - Cis - Cis - Gis - D" のオクターヴ奏法。
第2主題は明瞭に意識されないが、平行調イ長調の下属調ニ長調に転調するという新奇さを見せる。
展開部は半音階的に変ホ長調に移り、右手・左手の交差により和声的な広がりをもつ。

### ファーガソンの論考
ハワード・ファーガソンは「楽想のスケッチが多い作曲者であり、4楽章制のソナタとしての補充は十分可能」としている。ここではファーガソンの補筆に沿って第2楽章以下とされる楽想をとりあげる。
- 第2楽章 アンダンテ（D 604）
イ長調、8分の6拍子、ソナタ形式。
平行調の嬰ヘ短調で開始し、原調との間で移ろう。

- 第3楽章 スケルツォ：アレグロ・ヴィヴァーチェ - トリオ（D 570-2）
ニ長調、4分の3拍子。
「華やかに」と指定されているが、和声は叙情的で美しい。中間部は変ロ長調。

- 第4楽章 アレグロ（D 570-1）
嬰ヘ短調、4分の2拍子。
両手の分散和音が主題。しかし未完成で展開部の途中までで終わっている。